# Pavel Koelizjnikov
Pavel Aleksandrovitsj Koelizjnikov (Russisch: Павел Александрович Кулижников) (Vorkoeta, 20 april 1994) is een Russisch langebaanschaatser. Zijn specialisme ligt op de sprint, de 500 en de 1000 meter. Hij is sinds 20 november 2015 de eerste schaatser die de 500 meter onder de 34 seconden reed, namelijk 33,98.

## Biografie
Koelizjnikov is geboren in Vorkoeta. Op 6-jarige leeftijd verhuisde hij naar Kolomna waar hij als junior in aanraking kwam met het langebaanschaatsen.

### Junioren
Koelizjnikov werd gezien als een talentvolle junior en won enkele jeugdwereldbekerwedstrijden in de seizoenen 2010/2011 en 2011/2012. Op de wereldkampioenschappen schaatsen junioren 2012 in Obihiro won de 17-jarige Koelizjnikov in eerste instantie goud op de 1000 meter en brons op de 500 meter. Deze medailles moest hij echter na een half jaar inleveren vanwege een positieve dopingtest, ook werd hij twee jaar geschorst. Zelf verklaarde Koelizjnikov dat de methylhexanamine in zijn lichaam was gekomen vanwege een neusspray tegen verkoudheid.

### Senioren
Bij zijn debuut bij de senioren, tijdens de eerste wereldbekerwedstrijd van het seizoen 2014/2015 opnieuw op de ijsbaan van Obihiro, baarde Koelizjnikov opzien door op de eerste 500 meter tweede te worden en de 1000 meter en tweede 500 meter te winnen. Uitgerekend de plek waar hij in 2012 werd betrapt op het gebruik van methylhexanamine. Deze onverwachte zege leverde gemengde reacties op.
Een week later won hij zelfs drie keer en na een minder weekend in Berlijn won hij in Heerenveen opnieuw drie wedstrijden. 
Tijdens de wereldbeker sprint, opnieuw in Thialf, won hij wel de twee 500 meter, maar werd hij op de 1000 meter tweemaal verslagen door Kjeld Nuis. Wel reed Koelizjnikov een baanrecord sprintvierkamp. 
Tijdens de WK Afstanden, een week later in datzelfde Heerenveen, was het raak op de 500 meter. Tijdens de eerste omloop reed de Rus zelfs 34,38. Op de 1000 meter werd hij opnieuw verslagen, ditmaal door Shani Davis. 
Op het WK Sprint reed hij een baanrecord op de 500 meter en werd als eerste Rus na Sergej Klevtsjenja in 1997 en de jongste sinds Eric Heiden in 1977 wereldkampioen sprint. Later dat jaar tijdens de wereldbeker in Salt Lake City zorgde Koelizjnikov voor een sensatie door als eerste man ooit onder de 34 seconden te rijden op de 500m met 33,98. Op 15 februari 2020 werd Koelizjnikov de eerste schaatser ooit die de 1000 meter sneller dan 1.06 reed: tijdens de WK Afstanden finishte hij in 1.05,69.

### Meldonium
Op 8 maart 2016 werd bekend dat Koelizjnikov betrapt was op het gebruik van het medicijn meldonium, dat sinds 1 januari 2016 op de dopinglijst van de WADA staat. Een dag later werd hij door de ISU provisioneel geschorst. De WADA gaf op 13 april alle sportbonden de mogelijkheid om de schorsingen voor meldonium - in ieder geval tijdelijk - te herzien. Als reden werd gegeven dat uit voorlopige proeven was komen vast te staan dat meldonium tot "enkele maanden" na de inname in de urine te traceren kan zijn en dat voor een definitief standpunt over eventuele schorsingen meer wetenschappelijk onderzoek nodig was. De ISU hief op 25 april tot nader order zijn provisionele schorsing op.

### Nasleep
In het najaar van 2016 start Koelizjnikov wel bij wereldbekerwedstrijden. Zijn prestaties zijn dan minder goed dan in de voorgaande seizoen. De Rus wint meerdere medailles, maar alleen in Harbin goud op de 500m. Wel raakte hij in Nagano in opspraak door ladderzat na een avondje stappen vernielingen aan te richten, totdat de Japanse politie werd ingeschakeld.
Echter, na in Heerenveen slechts één 500m gereden te hebben, komt Koelizjnikov tijdens het seizoen 2016-2017 niet meer in actie. Hij verdedigde zijn wereldtitels niet. Volgens zijn trainer Dmitri Dorofejev kampte Koelizjnikov met een liesblessure en met mentale problemen na de meldoniumaffaire. 

## Records

### Persoonlijke records
| Afstand    | Tijd    | Datum            | Baan           |
| ---------- | ------- | ---------------- | -------------- |
| 500 meter  | 0 33,61 | 9 maart 2019     | Salt Lake City |
| 1000 meter | 1.05,69 | 15 februari 2020 | Salt Lake City |
| 1500 meter | 1.47,20 | 21 december 2024 | Kolomna        |
| 3000 meter | 3.56,26 | 11 december 2011 | Kolomna        |
| 5000 meter | 7.04,65 | 4 februari 2012  | Kolomna        |

### Wereldrecords
| Nr. | Afstand    | Tijd    | Datum            | Baan           |
| --- | ---------- | ------- | ---------------- | -------------- |
| 1.  | 500 meter  | 34,00   | 15 november 2015 | Calgary        |
| 2.  | 500 meter  | 33,98   | 20 november 2015 | Salt Lake City |
| 3.  | 500 meter  | 33,61   | 9 maart 2019     | Salt Lake City |
| 4.  | 1000 meter | 1.05,69 | 15 februari 2020 | Salt Lake City |

|  | = huidig wereldrecord |

#### Wereldrecords laaglandbaan (officieus)
| Nr. | Afstand    | Tijd    | Datum            | Baan       |
| --- | ---------- | ------- | ---------------- | ---------- |
| 1.  | 1000 meter | 1.08,16 | 12 december 2015 | Heerenveen |
| 2.  | 1000 meter | 1.08,10 | 30 januari 2016  | Stavanger  |
| 3.  | 1000 meter | 1.07,97 | 12 november 2017 | Heerenveen |
| 4.  | 500 meter  | 34,31   | 24 februari 2019 | Heerenveen |
| 5.  | 1000 meter | 1.07,09 | 12 januari 2020  | Heerenveen |

## Resultaten
| Jaar | RK Afstanden            | RK Sprint           | EK Afstanden                | WK Afstanden                      | WK Sprint          | Olympische Spelen                     | Wereldbeker                  | WK Junioren                     |
| ---- | ----------------------- | ------------------- | --------------------------- | --------------------------------- | ------------------ | ------------------------------------- | ---------------------------- | ------------------------------- |
| 2010 | 17e 1000 m              |                     |                             |                                   |                    |                                       |                              | 17e 500 m 12e 1000 m 25e 1500 m |
| 2011 |                         | · (4e, 5e, , 5e)    |                             |                                   |                    |                                       |                              |                                 |
| 2012 | 25e 500 m NF 1000 m     | 6e (6e, 6e, 6e, 5e) |                             |                                   |                    |                                       | DQ 500 m DQ 1000 m DQ 1500 m |                                 |
| 2013 |                         |                     |                             |                                   |                    |                                       |                              |                                 |
| 2014 |                         | · (, )              |                             |                                   |                    |                                       |                              |                                 |
| 2015 | 500 m · 1000 m · 1500 m |                     | 500 m · 1000 m ·            | · (, )                            |                    | 500 m · 1000 m · 28e 1500m · Grand WC |                              |                                 |
| 2016 | 500 m                   |                     | 500 m · 1000 m ·            | · (, )                            |                    | 500m · 1000m                          |                              |                                 |
| 2017 |                         |                     |                             |                                   |                    | 6e 500m 9e 1000m                      |                              |                                 |
| 2018 | 500 m                   |                     | 500 m · 1000 m · teamsprint |                                   |                    |                                       | 12e 500m 10e 1000m           |                                 |
| 2019 | 500 m · 1000 m          |                     |                             | 7e 500 m · 6e 1000 m · teamsprint | · (, )             |                                       | 500 m · 1000 m               |                                 |
| 2020 | 500 m · 1000 m          |                     | 500 m · 1000 m · teamsprint | 500 m · 1000 m · DNF teamsprint   | DNS · (, 6e, -, -) |                                       | 17e 500m 13e 1000m           |                                 |
| 2021 |                         |                     |                             | 500 m · 1000 m                    |                    |                                       | 19e 500m 24e 1000m           |                                 |
| 2022 |                         |                     |                             |                                   |                    | 11e 500m                              | 26e 500m 24e 1000m           |                                 |

Resultaten van SpeedSkatingResults.com
(#, #, #, #) bij sprintkampioenschappen zijn 1e 500 meter, 1e 1000 meter, 2e 500 meter, 2e 1000 meter

### Medaillespiegel
| Kampioenschap          | Goud | Zilver | Brons |
| ---------------------- | ---- | ------ | ----- |
| WK Afstanden           | 5    | 1      | 1     |
| WK Sprint              | 5    | 0      | 0     |
| EK Afstanden           | 3    | 0      | 1     |
| Wereldbekerklassement  | 4    | 1      | 1     |
| Wereldbekerwedstrijden | 35   | 10     | 5     |
| Totaal                 | 52   | 12     | 8     |